# Österreichischer Integrationspreis
Der Österreichische Integrationspreis ist ein Preis, der 2010 erstmals für Initiativen ausgeschüttet wurde, die sich besonders um die Integration von Zuwanderern in Österreich verdient machten. Der Preis wird gemeinsam von ORF und der Wirtschaftskammer Österreich gestiftet und vom Verein Wirtschaft für Integration koordiniert. Gewinner der Preise können private Initiativen ebenso wie Unternehmen oder staatliche Institutionen aus ganz Österreich sein.

## Kategorien
Die Preise werden für vier Kategorien ausgeschüttet. Die vier Kategorien sind:
- anpacken & initiativ
- bilden & befähigen
- fördern & unterstützen
- unternehmen & arbeiten

## Jury-Mitglieder
Die Mitglieder der unabhängigen Jury sind:
- Eva Grabherr, Historikerin und Judaistin
- Kenan Güngör, Experte für Integrations- und Diversitätsfragen
- Aleksandra Izdebska, Geschäftsführung und Personalleitung DiTech
- Brigitte Jank, Präsidentin der Wirtschaftskammer Wien
- Franz Küberl, Präsident der Caritas Österreich
- Silvana Meixner, Leiterin ORF-Minderheitenredaktion
- Ali Rahimi, Stv. Obmann Wirtschaft für Integration
- Christoph Ronge, Wiener Stadtwerke, Public Affairs
- Dwora Stein, Vizepräsidentin der Kammer für Arbeiter und Angestellte Wien
- Erika Tiefenbacher, Schulleiterin der Kooperativen Mittelschule Wien 18

## Preisträger 2010
Die Preise wurden im Haus der Industrie in Wien überreicht.
- Kategorie I: Jugend- und Kulturverein "Culture Factor Y" aus Vorarlberg
- Kategorie II: Kooperative Mittelschule Wien 18
- Kategorie III: MA17 Stadt Wien
- Kategorie IV: Spar-Akademie Wien

Insgesamt wurden 362 Projekte eingereicht.

## Preisträger 2011
Die Verleihung fand im Wiener Rathaus statt.
- Kategorie I: Roma Jugend des Lions Club Murau
- Kategorie II: Hausbesuchsprogramm HIPPY der beratungsgruppe.at
- Kategorie III: KunstSozial Raum Brunnengasse der Caritas Wien
- Kategorie IV: gelebte Diversität der wohnpartner in Wiener Gemeindebau

Ein Ehrenpreis wurde dem Wiener Unternehmer Hans Staud verliehen.

## 2022
Prämiert werden 2022 Initiativen aus insgesamt fünf Kategorien:

### Stärkung von Frauen
Initiativen, die mittels Maßnahmen spezifisch zur Förderung der Integration von Frauen und Mädchen mit Migrationshintergrund in Österreich beitragen

### Beschäftigung und Arbeitsmarkt
Integrationsprojekte, die die Integration von Flüchtlingen sowie Zuwanderinnen und Zuwanderern am Arbeitsmarkt fördern

### Integration vor Ort
Initiativen von, mit und für Menschen mit Migrationshintergrund, die zur Stärkung der gesellschaftlichen Teilhabe und des Zusammenhalts beitragen

### Sport
Sportprojekte und -vereine, die gezielte Maßnahmen zur Förderung der Integration von Flüchtlingen und Zugewanderten in die österreichische Sportlandschaft setzen

### Sonderpreis Ukraine
In diesem Jahr wird außerdem einen Sonderpreis in der Kategorie „Ukraine“ verliehen, um besondere Leistungen in der Arbeit mit vertriebenen Ukrainerinnen und Ukrainern auszuzeichnen.

## Gewinnerprojekte 2021
- Hobby Lobby
- Kicken ohne Grenzen
- Deutsch Café des Wiener Hilfswerks
- Zukunft.Pflege des Diakoniewerks Salzburg
- Ada & Florence des BFI Oberösterreich